# Shūsaku Nishikawa
Pour les articles homonymes, voir Nishikawa (homonymie).
Shūsaku Nishikawa (西川 周作, Nishikawa Shūsaku) est un footballeur international japonais né le 18 juin 1986 à Usa dans la préfecture d'Ōita au Japon. Il est gardien de but au Urawa Red Diamonds .

## Biographie
Shūsaku Nishikawa participe à la Coupe du monde des moins de 20 ans 2005, puis aux Jeux olympiques de 2008 et enfin à la Coupe d'Asie des nations 2011 avec le Japon.
En club, il joue en faveur de l'Oita Trinita puis du Sanfrecce Hiroshima.

## Palmarès
- Vainqueur de la Ligue des champions de l'AFC 2017
- Vainqueur de la Coupe d'Asie des nations 2011 avec l'équipe du Japon
- Vainqueur de la Coupe de la Ligue japonaise en 2008 avec l'Oita Trinita
- Vainqueur du Championnat du Japon en 2012
- Finaliste de la Coupe de la Ligue japonaise en 2010 avec le Sanfrecce Hiroshima